# Skrzydlate świnie
Skrzydlate świnie – polski film obyczajowy z 2010 w reżyserii Anny Kazejak-Dawid. Zdjęcia do filmu powstały w Grodzisku Wielkopolskim i Legionowie od września do 12 października 2009.

## Obsada
- Paweł Małaszyński – jako Oskar
- Olga Bołądź – jako Basia
- Piotr Rogucki – jako Mariusz, brat Oskara
- Karolina Gorczyca – jako Alina, dziewczyna Oskara
- Cezary Pazura – jako Krzysztof Dzikowski, prezes Skytech
- Agata Kulesza – jako Karina, pracownica Skytech
- Andrzej Grabowski – jako Edzio
- Eryk Lubos – jako „Moher”
- Witold Dębicki – jako Jan, ojciec Oskara i Mariusza
- Anna Romantowska – jako Janicka
- Przemysław Saleta – jako ochroniarz
- Dariusz Biskupski – jako ochroniarz
- Dorota Zięciowska – jako matka Oskara i Mariusza
- Dominik Bąk – jako „Żarówa”
- Roman Gancarczyk – jako ksiądz
- Bartłomiej Firlet – jako „Pała”